# Courvières
 Courvières  es una comuna y población de Francia, en la región de Franco Condado, departamento de Doubs, en el distrito de Pontarlier y cantón de Levier.
Su población en el censo de 1999 era de 266 habitantes.
Está integrada en la Communauté de communes du Plateau de Frasne et du Val de Drugeon .

## Demografía[3]
| 407 | 399 | 459 | 445 | 442 | 425 | 455 | 471 | 423 | 409 | 434 | 448 | 496 | 517 | 448 | 421 | 401 | 404 | 404 | 400 | 308 | 293 | 298 | 270 | 236 | 257 | 238 | 215 | 182 | 194 | 233 | 266 | 217 |
| Para los censos de 1962 a 1999 la población legal corresponde a la población sin duplicidades (Fuente: INSEE [Consultar]) |     |     |     |     |     |     |     |     |     |     |     |     |     |     |     |     |     |     |     |     |     |     |     |     |     |     |     |     |     |     |     |     |